# Novo Santo Antônio
Novo Santo Antônio là một đô thị thuộc bang Mato Grosso, Brasil. Đô thị này có diện tích 4368,459 km², dân số năm 2007 là 2111 người, mật độ 0,48 người/km².